# Southern Lord Records
Southern Lord Records jest amerykańską wytwórnią płytową założoną w 1998 roku przez Grega Andersona i Stephena O’Malleya. Wytwórnia specjalizuje się głównie w takich gatunkach jak doom metal, sludge metal oraz drone metal.

## Lista artystów związanych z Southern Lord Records
- Attila Csihar
- Boris
- Church of Misery
- Earth
- Earthride
- Electric Wizard
- Frost
- Goatsnake
- Grief
- Internal Void
- Khanate
- Lair of the Minotaur
- Lurker of Chalice
- Mondo Generator
- Nortt
- Oren Ambarchi
- Orcustus
- Pentagram
- Place of Skulls
- Probot
- Saint Vitus
- Sunn O)))
- Tangorodrim
- Thorr's Hammer
- Teeth of Lions Rule the Divine
- The Obsessed
- The Want
- Thrones
- Toad Liquor
- Twilight
- Warhorse
- Xasthur